# Огни на курганах (альбом)
«Огни на курганах» — дебютный полноформатный студийный альбом группы Сварга, вышедший в 2005 году на лейбле Svasound records.
Запись диска проходила на студии CDM-Records. В альбом вошли композиции, придуманные и аранжированные с 1998 по 2002 год. После начала сотрудничества с издающим лейблом Svasound records, помимо основного состава, в процессе создания альбома участвовали и сессионные музыканты, и вокалисты.

## Список композиций
1. Начало (intro)
2. Сжечь
3. Война
4. Смотри
5. В Ночь Волховал
6. Дурень
7. Когда Развеялся Дым
8. Тайна
9. Огни на курганах
10. На моем берегу
11. Через Мертвую Реку
12. Конец (Outro)

## Список участников
Основной состав:
- Wolfenhirt — голос, тексты
- Mike — бас, гитара, акустическая гитара
- Hurry — аккордеон
- Evgen — гитара
- Saint — гитара, акустическая гитара
- Minoss — духовые
- Zahaar — ударные

Сессионные:
- А.Разиков — варган
- И.Кузьмин — клавишные
- Маша «Scream» (гр. Аркона) — бэк-вокал